# 玛莎·P·约翰逊
玛莎·约翰逊（英語：Marsha P. Johnson，1945年8月24日—1992年7月6日）是美国同性恋解放运动活動人士、變裝皇后打扮者、跨性別者 ，1969年石牆暴動中的核心人物之一，  此外她還是同性恋解放阵线和街头易装癖行动革命者創始成員。1992年，约翰逊的遗体在哈德逊河被发现。警察最初判斷死亡原因为自杀，但约翰逊的友人坚持认为约翰逊是被他殺。

## 资料来源
- Carter, David. . New York, New York: St. Martin's Press. May 25, 2010  [2020-07-03]. ISBN 9780312671938. OCLC 659681252. （原始内容存档于2020-07-01）.
- Chan, Sewell. . The New York Times. March 8, 2018  [2020-07-03]. （原始内容存档于2020-06-28）.
- . 2012  [2020-07-03]. （原始内容存档于2020-06-24）.